# دانيال ويب
دانيال ويب (بالإنجليزية: Daniel Webb)‏ هو لاعب كرة قاعدة أمريكي، ولد في 18 أغسطس 1989 في بادوكا في الولايات المتحدة، وتوفي في 14 أكتوبر 2017 في مقاطعة همفريز في الولايات المتحدة.

## وصلات خارجية
- دانيال ويب على موقع دوري كرة القاعدة الرئيسي (الإنجليزية)
- دانيال ويب على موقعبيزبول رفرنس.كوم (الدوري الرئيسي) (الإنجليزية)
- دانيال ويب على موقعبيزبول رفرنس.كوم (الدوري الثانوي) (الإنجليزية)
- دانيال ويب على موقع إي إس بي إن.كوم (أم.أل.بي) (الإنجليزية)
- دانيال ويب على موقع مشجعي الرسوم البيانية (الإنجليزية)